# Amblystegium fluitans x aduncum
Amblystegium fluitans x aduncum là một loài rêu trong họ Amblystegiaceae. Loài này được Lindb. & Arnell mô tả khoa học đầu tiên năm 1890.